# Fitnessturm

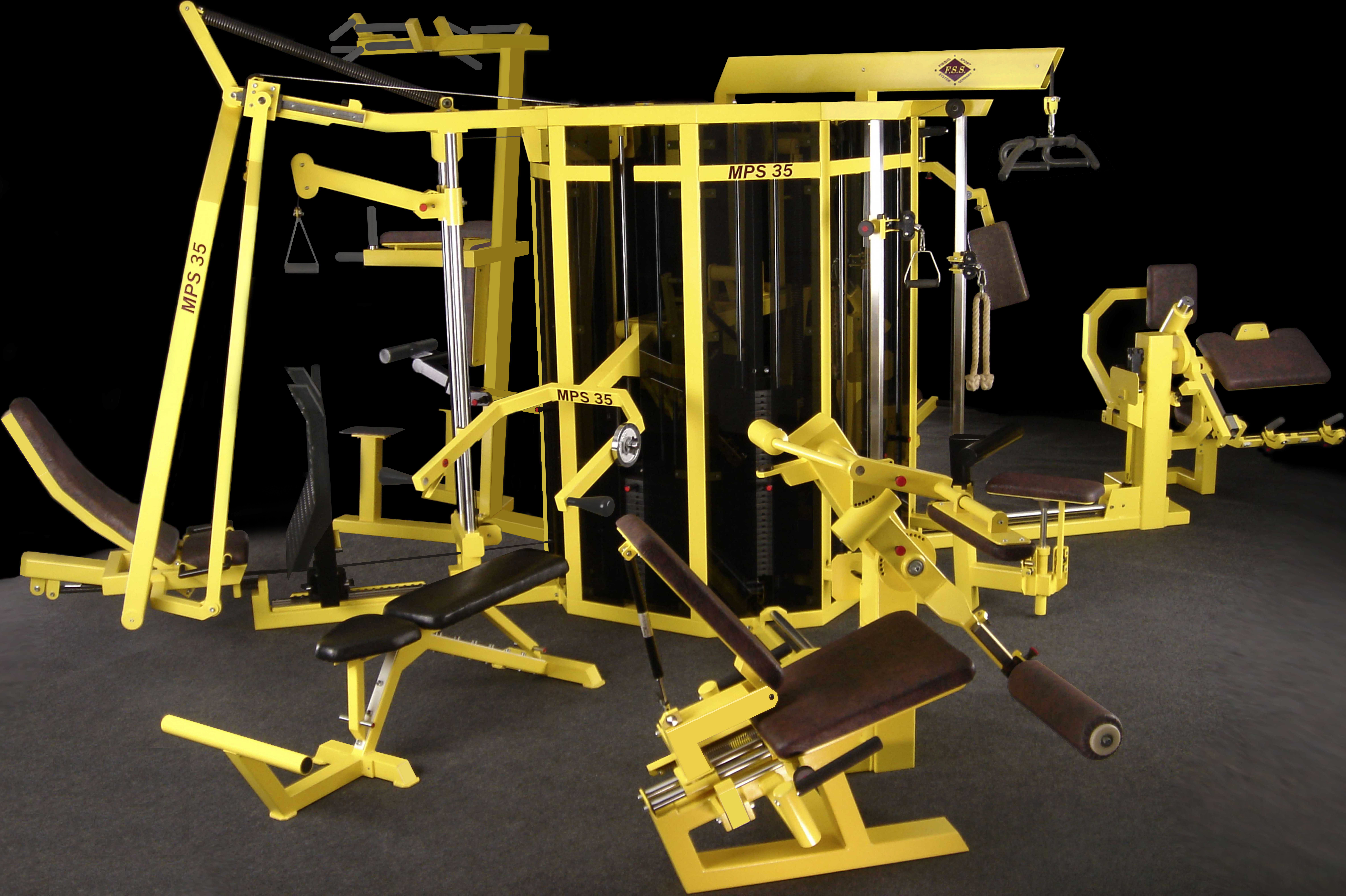
Fitnessturm MPS 35 mit 35 Studiogeräten

Ein Fitnessturm, auch Multiturm genannt, ist ein kompaktes, multifunktionales Sportgerät für das Kraft- und Fitnesstraining, das auf kleiner Fläche mehrere unterschiedliche Trainingsgeräte in sich vereint und das gleichzeitige und unabhängige Training von mehreren Personen erlaubt. Er stellt insbesondere aus Platz- und Kostengründen eine Alternative zu professionellen Einzel- und Studiogeräten dar.

## Aufbau
Im Zentrum eines Fitnessturms befindet sich in der Regel ein Tower, in dem die Trainingsgewichte für die einzelnen Trainingsstationen untergebracht sind. Die Gewichte sind dabei als flache Steckgewichte ausgeführt. Während des Trainings bewegen sich diese Gewichte auf und ab und werden dabei von senkrechten Führungsstangen vertikal geführt (vgl.  Kabelzug).
Um den Tower herum sind mehrere Trainingsstationen angeordnet. Je nach Ausführung kann jede dieser Stationen entweder ein Fitnessgerät (Einzelgerät) oder mehrere Fitnessgeräte (Kombigerät) in sich vereinen.
Fitnesstürme besitzen durchschnittlich vier Trainingsstationen und decken damit eine Vielzahl von Übungen ab.
Die häufigsten Varianten in Fitnessstudios sind Vier- oder Fünf-Stationen-Türme, auch Multitürme genannt. Diese sind meist aufgeteilt in Lat-, Ruder-, Trizeps- und Kabelzug bzw. besser bekannt als Crossoverstation.

## Entwicklung
Seit den Anfängen der Fitnessmaschinenentwicklung in der Mitte des 20. Jahrhunderts stellten sich die Hersteller von Fitnessmaschinen der Nachfrage nach platzsparenden multifunktionalen Trainingsstationen seitens der Hotellerie und Sportvereine. Bis Mitte der 1980er Jahre waren Fitnesstürme von einem relativ einfachen Aufbau gekennzeichnet. Meist bestanden sie aus einer Anordnung einfacher Seilzuggeräte, kombiniert mit Hebe- oder Stützvorrichtungen für den Trainierenden, wie Barrenholme, Klimmzugstange oder Bauchmuskelbrett. Die Entwicklung komfortabler und professioneller Einzelgeräte für den Studiobereich brachte in der Folgezeit auch bei den Fitnesstürmen deutliche Verbesserungen der Qualität einzelner Trainingsstationen. So verfügen moderne Ausführungen über eine umfangreiche Grundausstattung, wie Butterfly, Multipresse, Beinbeuger, Rudermaschine, Bizepsmaschine oder Beinpresse. Mit dem Einsatz von kugelgelagerter Trainingsachsen und hochwertigen Zugseilen hat sich auch der Trainingskomfort sowie die Lebensdauer solcher Geräte erhöht.